# 폴 머저스키
폴 머저스키(Paul Mazursky, 영어 발음: /məˈzɜːrski/, 1930년 4월 25일 ~ 2014년 6월 30일)는 미국의 영화 감독이자 배우이다.

## 작품 목록
- 쿵푸 팬더 2 (2011) - 뮤지션 버니 역 (목소리)
- 이피: 어 저니 투 쥬위시 조이 (2006)
- 오슨을 찾아서 (2006)
- 아이 원트 썸원 투 이트 치즈 위드 (2006)
- 코스트 투 코스트 (2003)
- 거장의 장례식 (2001)
- 스탠리 큐브릭 - 영화 속의 인생 (2001)
- 마제스틱 (2001)
- 크레이지 인 알라바마 (1999)
- 머더 게임 (1999)
- 윈첼 (1998)
- 바보들의 사랑 (1998)
- 개미 (1998)
- 디스트렉션 (1997)
- 터치 (1997)
- 48시간의 킬링 게임 (1996)
- 페이스풀 (1996)
- 마이애미 랩소디 (1995)
- 러브 어페어 (1994)
- 픽클 (1993)
- 칼리토 (1993)
- 맨 트러블 (1992)
- 수첩 속의 행운 (1991)
- 결혼 기념일 (1991)
- 상류 사회 (1989)
- 적 그리고 사랑 이야기 (1989)
- 펀치라인 (1988)
- 독재자 파라돌 (1988)
- 비버리 힐의 낮과 밤 (1986)
- 밤의 미녀 (1985)
- 발디미르의 선택 (1984)
- 템피스트 (1982)
- 세계사 (1981)
- 윌리와 필 (1980)
- 어 맨, 어 우먼 앤 어 뱅크 (1979)
- 독신녀 에리카 (1978)
- 넥스트 스톱 그린위치 빌리지 (1976)
- 스타 탄생 (1976)
- 해리와 톤토 (1974)
- 브룸 인 러브 (1973)
- 바람의 저편 (1972)
- 이상한 나라의 알렉 (1970)
- 파트너 체인지 (1969)
- 더 듀퐁트 쇼 오브 더 위크 (1961)
- 폭력 교실 (1955)
- 공포와 욕망 (1953)

### 텔레비전
- Once and Again (1999-2002) - 출연